# Los Terreros, Santiago
Los Terreros är en ort i Mexiko.   Den ligger i kommunen Santiago och delstaten Nuevo León, i den centrala delen av landet, 700 km norr om huvudstaden Mexico City. Los Terreros ligger 491 meter över havet och antalet invånare är 107.
Terrängen runt Los Terreros är varierad. Runt Los Terreros är det ganska tätbefolkat, med 72 invånare per kvadratkilometer. Närmaste större samhälle är Santiago, 3,4 km norr om Los Terreros. I omgivningarna runt Los Terreros växer i huvudsak blandskog.